# Ferrando (navire)
Pour les articles homonymes, voir Ferrando.
Le Ferrando était un navire charbonnier anglais, jaugeant 1 333 tonneaux, construit à South Shied en 1888 pour la compagnie Hetherington.
Le 26 juillet 1893, venant de Shied à destination de Gênes, il croise l'escadre française, basée à Toulon, revenant d'Ajaccio. Il évite de justesse le croiseur Cosmao, mais il ne peut éviter le croiseur protégé léger l’Amiral Cécille qui l'éperonne par tribord avant. Le Ferrando coule rapidement et ses 25 hommes d'équipage et deux passagers sont recueillis par des embarcations du Faucon et du Wattignies.

## Épave duFerrando
- Lieu : au milieu de la baie d'Hyères à environ 4 kilomètres du cap des Mèdes de l’île de Porquerolles.
- Profondeur de l'épave : 23 mètres
- La présence d'explosifs à proximité de l'épave fait que celle-ci est fermée à la plongée sous-marine.